# Milan Rakič
Milan Rakič, slovenski nogometaš, * 9. februar 1981, Novi Sad, Jugoslavija.
Rakič je v slovenski ligi za klube Aluminij, Maribor in Koper. Skupno je v prvi slovenski ligi odigral 93 prvenstvenih tekem in dosegel dvanajst golov. Ob tem je igral v srbski ligi za Novi Sad in Smederevo, črnogorski ligi za Mogren in madžarski ligi za Kecskeméti TE
Za slovensko reprezentanco je odigral edino tekmo 9. februarja 2005 na prijateljski tekmi proti češki reprezentanci.